# مسيحجة

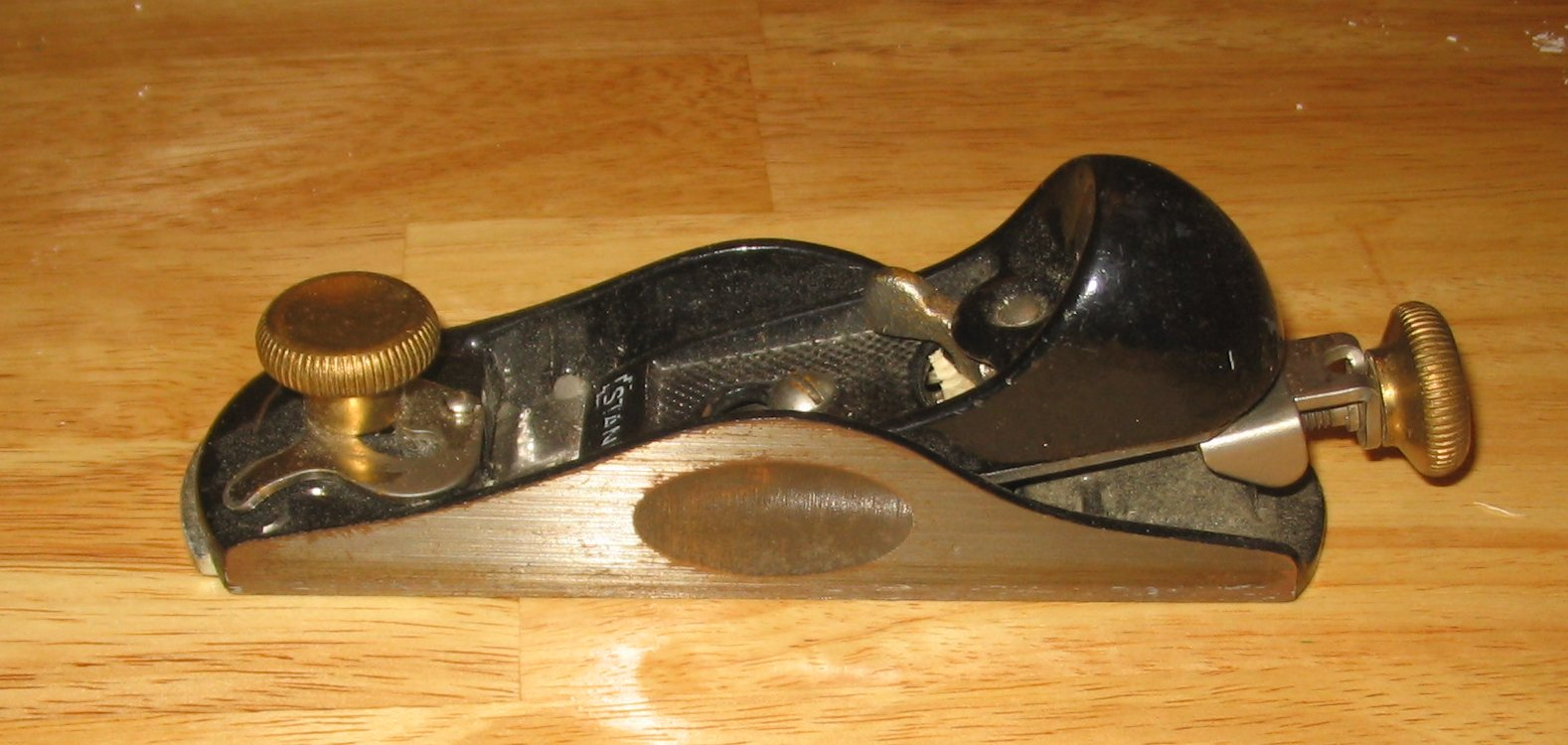
مسيحجة

المُسَيْحِجَة مسحجة يدوية صغيرة مصنوعة من الخشب ذات جسم معدني، وعادةً ما تكون الشفرة مبطنة بزاوية أقل من المساحج الأخرى وذات شطبة تميل لأعلى. 